# Fietsnietje

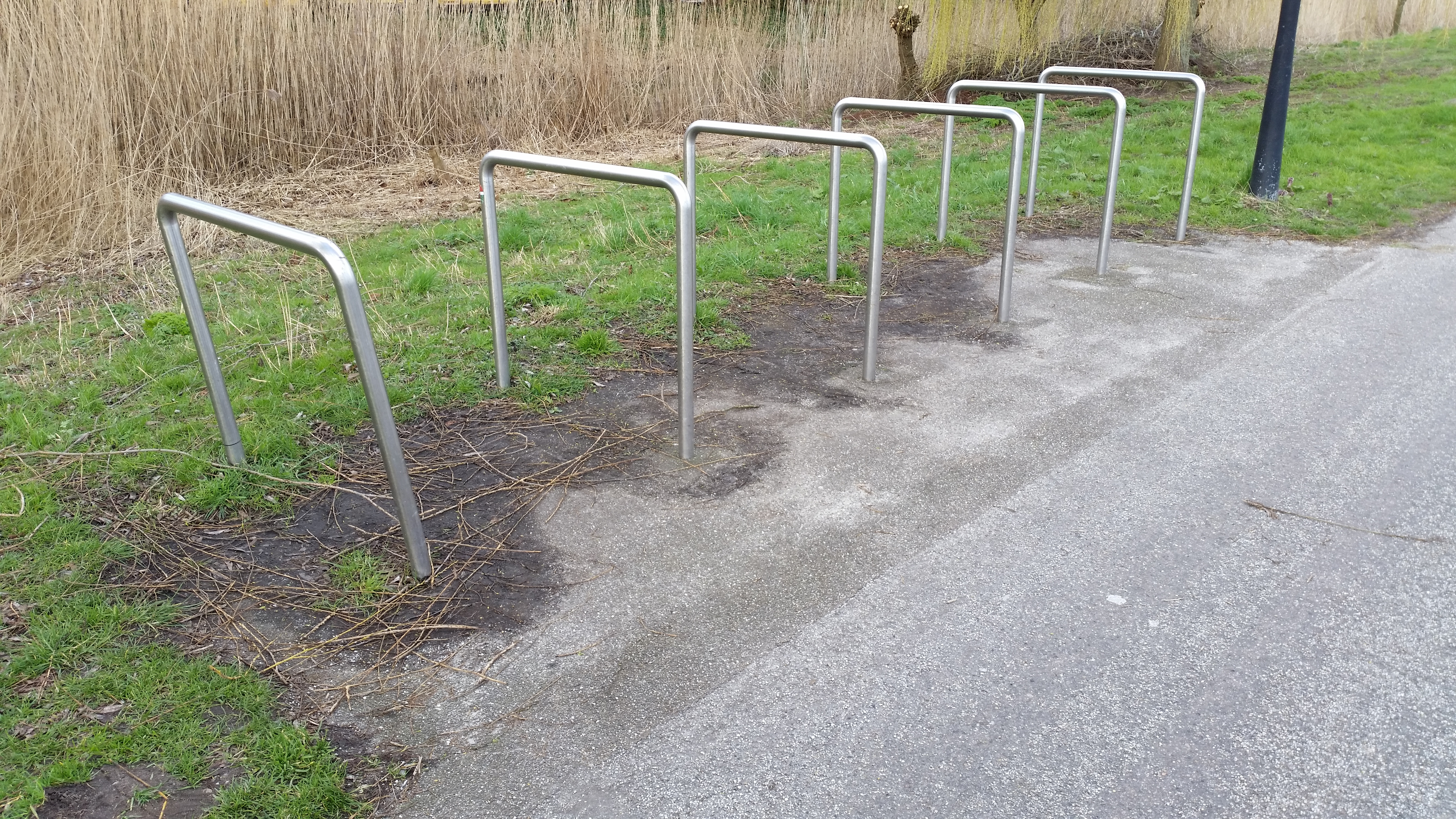
Fietsnietjes

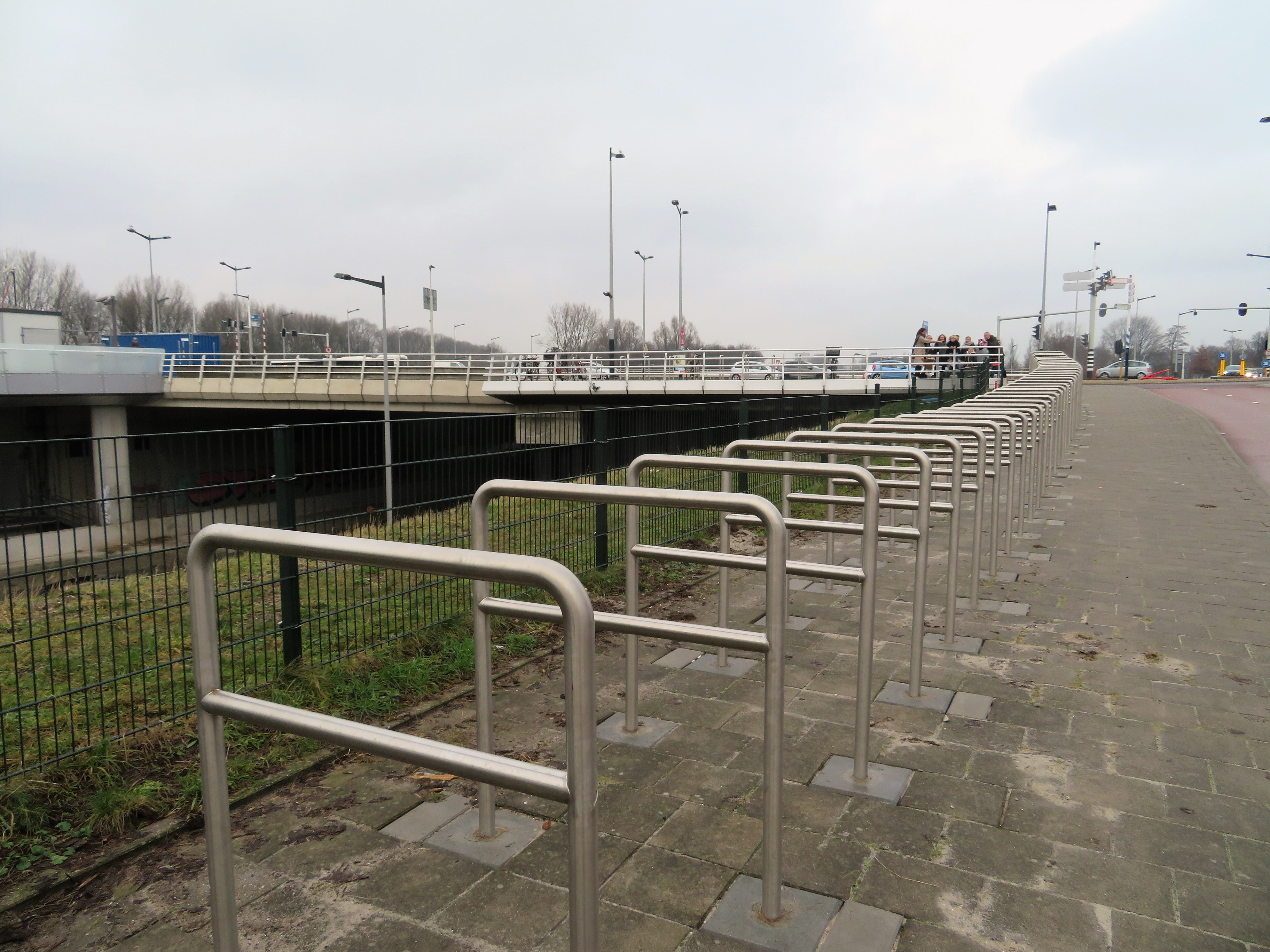
Fietsnietjes bij metrostation Noorderpark

Een fietsnietje (ook wel aanleunbeugel genoemd) is een hekje van stevig materiaal in de vorm van een halve rechthoek met rechte, of afgeronde hoeken waar een fiets tegenaan gezet kan worden, en eventueel met een slot aan vastgezet kan worden.

## Functies
Fietsnietjes worden vaak buiten fietsenstallingen gezien, zoals bij openbare gelegenheden of in de binnenstad. Het fietsnietje heeft als functie een duidelijk gebied te creëren waar fietsen neergezet kunnen worden, om zo het overzicht te kunnen bewaren. Ook is het fietsnietje, net zoals de meeste fietsparkeersystemen, bedoeld om diefstal van fietsen te voorkomen.
Uit onderzoek blijkt dat gebruikers van het fietsnietje het belangrijk vinden dat de fiets kan worden vastgezet zonder dat deze om kan vallen of beschadigd raakt. Als voordeel wordt genoemd dat het fietsnietje de mogelijkheid biedt om dicht bij een bestemming te parkeren.

## Kenmerken
Het fietsnietje neemt vaak de vorm aan van een halve rechthoek of vierkant (net zoals het nietje, waar de term diens naam van ontleent), en soms die van een halve ovaal (omgekeerde U-vorm), waarvan de twee uiteinden/poten in de grond verankerd zijn. Het materiaal waarvan de beugel gemaakt is dient sterk te zijn. Vaak wordt hier gekozen voor een soort roestvrij staal, maar er kan ook gebruik gemaakt worden van onder andere kunststof, hardhout of bamboe. Het wordt meestal verankerd met een betonnen fundering.

## Galerij

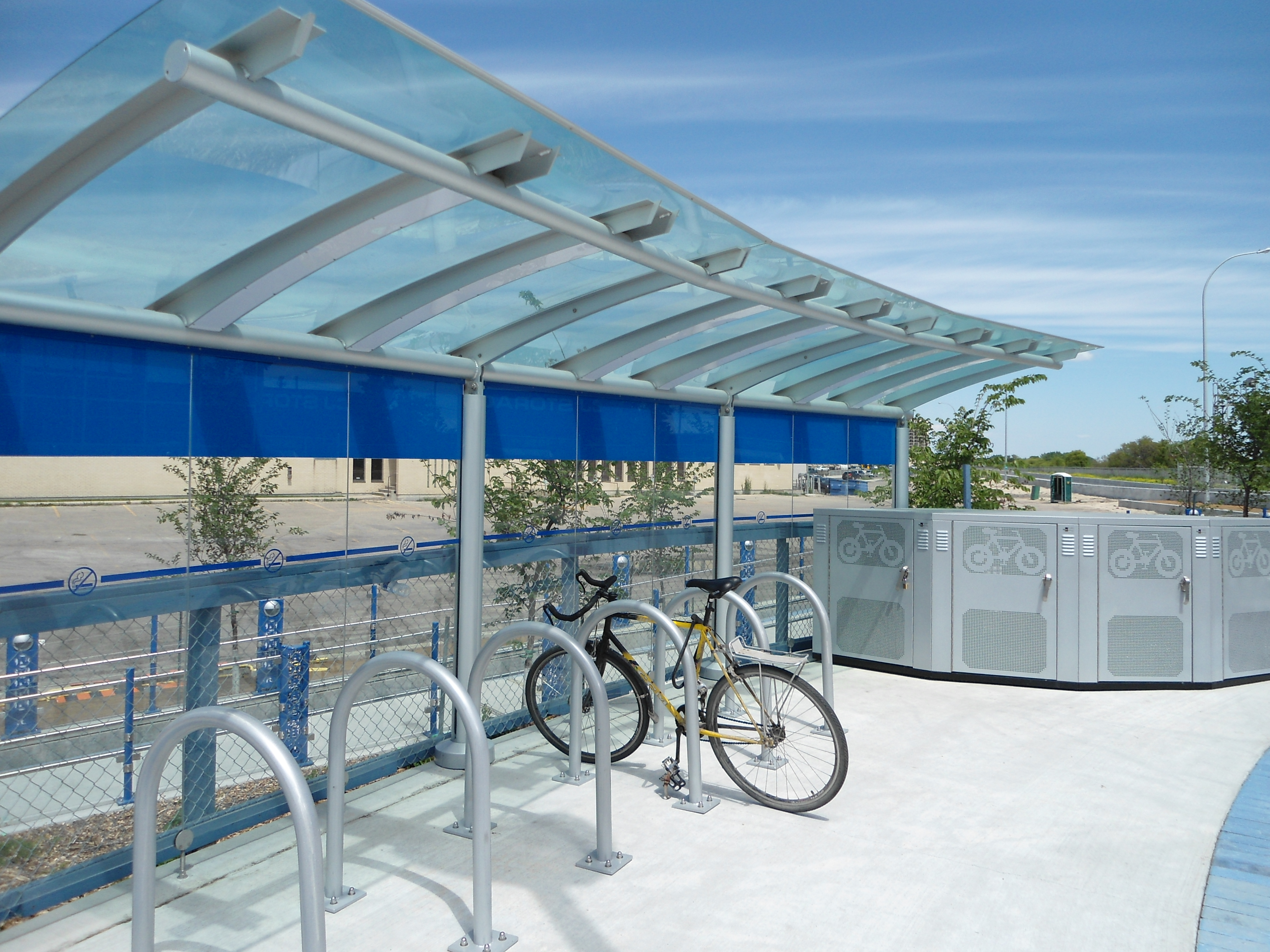
Winnipeg (Canada)
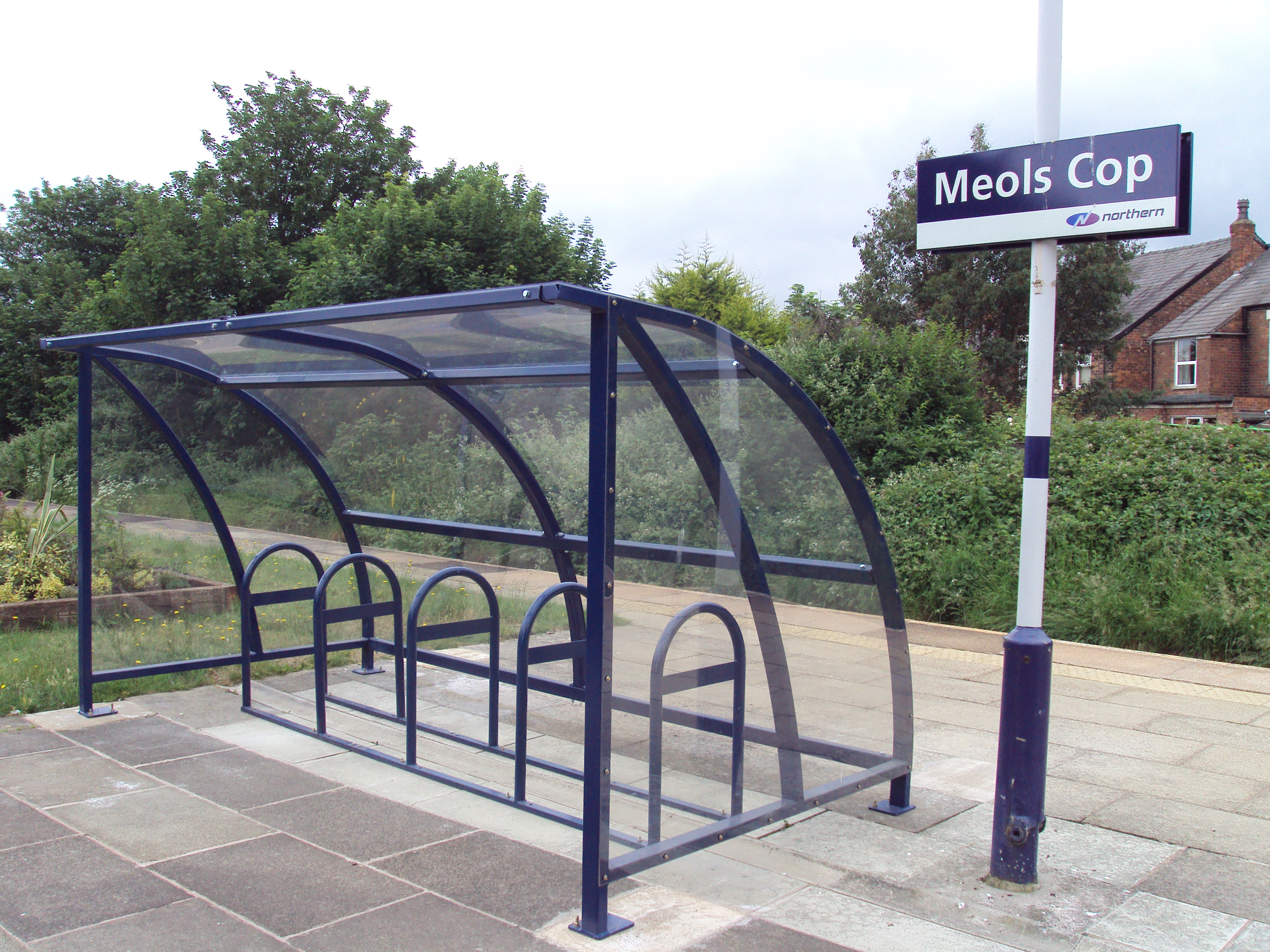
Southport (Engeland)
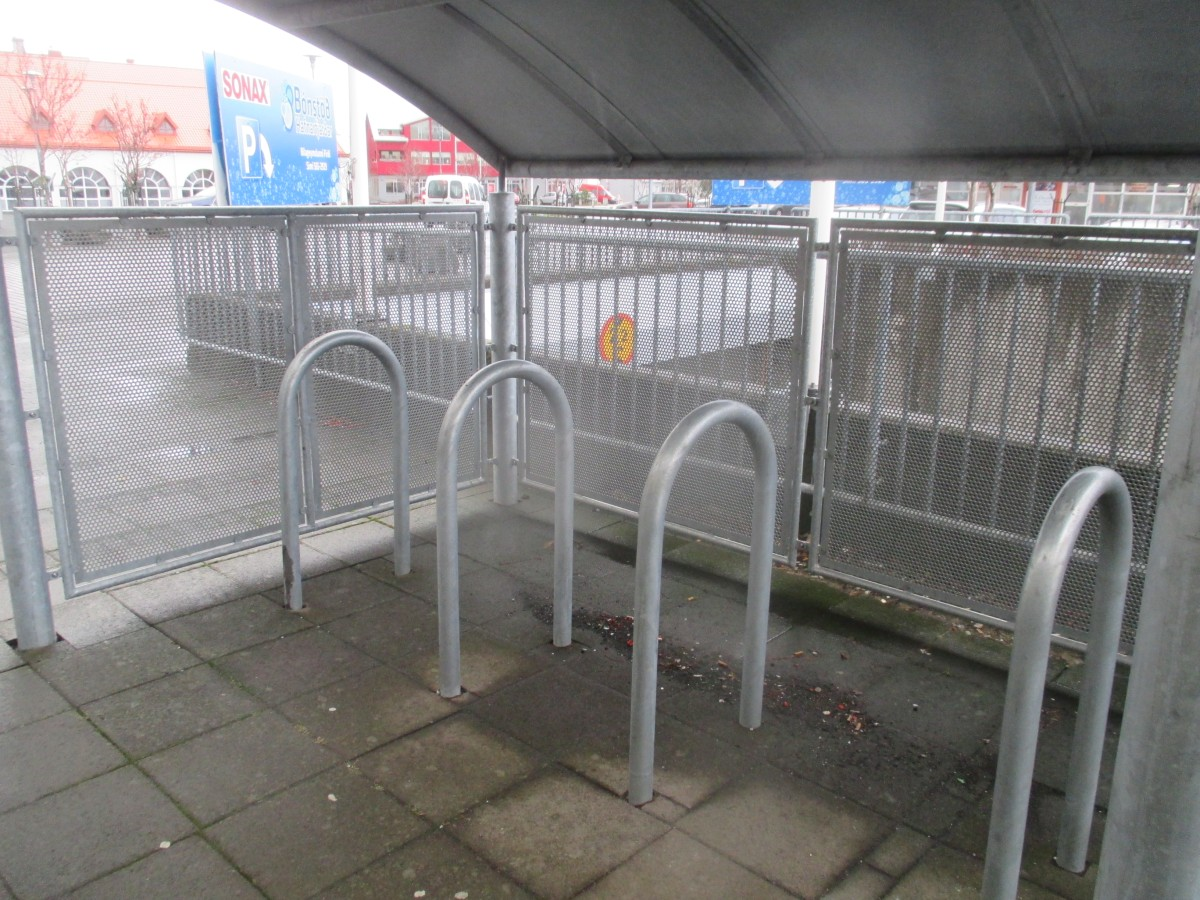
Hafnarfjörður (IJsland)
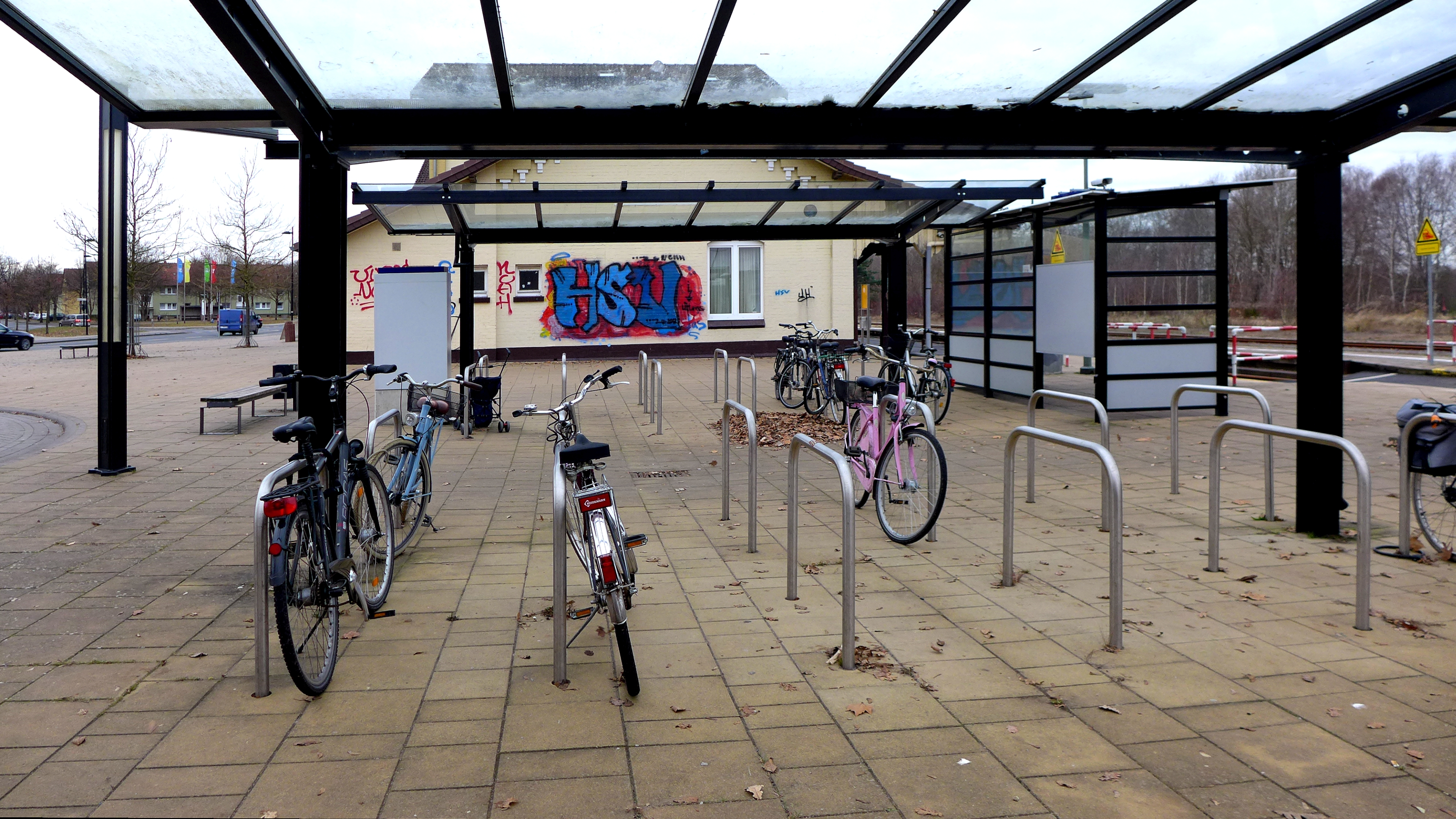
Münster (Duitsland)